# Odysia molaria
Odysia molaria är en fjärilsart som beskrevs av Achille Guenée 1858. Odysia molaria ingår i släktet Odysia och familjen mätare. Inga underarter finns listade i Catalogue of Life.